# Taina Impiö
Taina Marjatta Itkonen z d. Impiö (ur. 10 kwietnia 1956 r. w Ranua) – fińska biegaczka narciarska, złota medalistka mistrzostw świata.

## Kariera
Igrzyska olimpijskie w Innsbrucku w 1976 roku były pierwszymi i zarazem ostatnimi w jej karierze. W swoim jedynym starcie na tych igrzyskach, w biegu na 5 km techniką klasyczną zajęła 19. miejsce.
W 1978 roku wystartowała na mistrzostwach świata w Lahti. Osiągnęła tam największy sukces w swojej karierze wspólnie z Marją-Liisą Hämäläinen, Hilkką Riihivuori i Heleną Takalo zdobyła złoty medal w sztafecie 4x5 km. Zajęła także piąte miejsce w biegu na 10 km stylem klasycznym.

## Osiągnięcia

### Igrzyska olimpijskie
| Miejsce | Dzień    | Rok  | Miejscowość | Konkurencja            | Czas biegu | Strata   | Zwyciężczyni  |
| ------- | -------- | ---- | ----------- | ---------------------- | ---------- | -------- | ------------- |
| 19.     | 7 lutego | 1976 | Innsbruck   | 5 km stylem klasycznym | 15:48,69   | +1:14,61 | Helena Takalo |

### Mistrzostwa świata
| Miejsce | Dzień     | Rok  | Miejscowość | Konkurencja             | Czas biegu | Strata | Zwyciężczyni    |
| ------- | --------- | ---- | ----------- | ----------------------- | ---------- | ------ | --------------- |
| 5.      | 18 lutego | 1978 | Lahti       | 10 km stylem klasycznym | 37:01,72   | +30,75 | Zinaida Amosowa |
| 1.      | 22 lutego | 1978 | Lahti       | Sztafeta 4x5 km         | 1:13:25,08 | -      | -               |